# Lutaikî, Prîlukî
Lutaikî (în ucraineană Лутайки) este un sat în comuna Nova Hreblea din raionul Prîlukî, regiunea Cernihiv, Ucraina.

## Demografie
Componența lingvistică a localității Lutaikî
     Ucraineană (96,15%)
     Rusă (3,85%)
Conform recensământului din 2001, majoritatea populației localității Lutaikî era vorbitoare de ucraineană (96,15%), existând în minoritate și vorbitori de rusă (3,85%).